# Крендовский, Евграф Фёдорович
Евгра́ф Фёдорович Крендо́вский (1810, Кременчуг — 1870-е) — русский живописец, представитель венециановской школы; портретист, жанрист, мастер интерьера.

## Биография

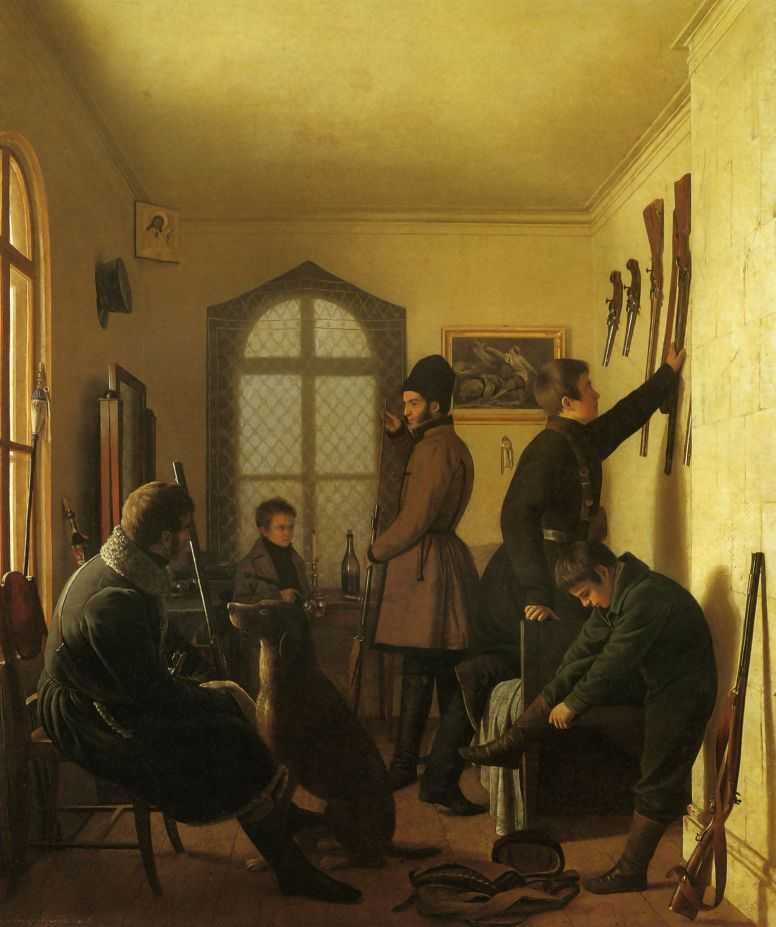
«Сборы на охоту» (1836, ГТГ)

Евграф Крендовский родился в городе Кременчуге Полтавской губернии Российской империи в 1810 году в семье обер-офицера. В юности окончил знаменитую Арзамаcскую художественную школу А. В. Ступина. С 1830 по 1835 год под руководством знаменитого живописца А. Г. Венецианова обучался в Санкт-Петербургской Академии художеств, которую посещал в качестве вольноопределяющегося ученика. В первый год учёбы представил на выставку две свои работы: «Водоскат на даче графа Безбородко» и «Внутренность руины».
После окончания Академии проживал в Санкт-Петербурге.
В 1835 году, в связи с домашними обстоятельствами, покидает северную столицу и уезжает в Кременчуг (есть предположения, что художник женился в Кременчуге). Несколько лет проживал в Кременчуге, а затем (в 1839 году) устроился частным учителем рисования в имении Мануйловка Кременчугского уезда Полтавской губернии (ныне — Козельщинского района), которое принадлежало супружеской чете Александру Александровичу и Варваре Михайловне Остроградским.
Ближе к 1860 гг. Крендовский с семьей переехал в Кременчуг, где открыл частную художественную школу (этот вопрос до конца не исследован).
В 1839 году Евграф Крендовский прислал в Академию художеств две картины (на самом деле неизвестно, какие работы были представлены на соискание звания) с прошением о присвоении ему звания свободного художника. Его просьба была удовлетворена.
О дальнейшей судьбе Крендовского официальные источники не упоминают. Долгое время предполагали, что Евграф Фёдорович умер в 50-х годах XIX века, так как последней его работой считался акварельный «Автопортрет» 1853 года, хранящийся в Третьяковской галерее в Москве. Есть мнение, что последние годы жизни художник провел в имении своего брата Хрисанфа — селе Измайлово Арзамасского уезда (ныне Шатковского района) Нижегородской губернии. Некоторые исследователи считают, что Евграф Крендовский был похоронен в склепе Измайловской церкви Казанской Иконы Божьей Матери в 1870-х годах. 
Согласно современным исследованиям, считается, что последние годы художник провел в селе Мануйловка (ныне Верхняя Мануйловка, Козельщинского района Полтавской области), где и был погребен вместе с женой в семейном склепе (предположительно в 1870-х годах).
Внук Евграфа Крендовского (сын его дочери Ольги Евграфовны и французского медика, некоторое время учившегося в Харькове, — Жорж Ле Серек де Кервильи (1883—1952), художник-портретист, работавший во Франции, а после 1933 года — в Калифорнии.

## Творчество
Что касается творческого наследия Евграфа Федоровича, то сегодня экспонируются не более двух десятков его работ. Часть картин хранится в запасниках, некоторые находятся в частных коллекциях, а часть картин бесследно исчезли. Картины Крендовского размещены в музеях Москвы, Санкт-Петербурга, Таганрога, Пскова, Новокузнецка, Киева, Николаева.
Следуя примеру своего учителя Венецианова, Крендовский уделял особенное внимание писанию «перспектив», то есть различных интерьеров. Он часто обращался к технике акварели и гуаши, создавал миниатюрные портреты.
Период с 1836 по 1870 год считается самым плодотворным в творчестве художника. Именно в это время были созданы большинство его работ. Например, в 1836 году им была написана картина «Сборы на охоту» (ныне хранится в Третьяковской галерее). В 1853 году — акварельный «Автопортрет» (также хранится в Третьяковской галерее). В 1861 году Крендовский расписал иконостас для домовой церкви Полтавской мужской гимназии (уничтожен в 1920-х годах).
И наконец, известный пейзаж «Площадь провинциального города» написанный в 1860-е годы (холст, масло, Государственная Третьяковская галерея). Долгое время бытовала ошибочная точка зрения, что на картине изображена площадь города Полтава. В действительности на картине изображена площадь, со зданием интендантских вещевых складов, Крюкова посада (ныне входит в состав города Кременчуг).
В конце лета 2018 года в Третьяковской галерее была официально озвучена атрибуция этой картины. Ныне в официальных музейных документах утверждено название: «Площадь Крюкова посада в Кременчуге».
По сюжету этой картины в 2017 году кременчугским композитором Людмилой Бояренцевой была написана музыкальная поэма с одноимённым названием.

## Список работ
- 1. Портрет Александра Александровича Башилова и детей графа де Бальмен, Якова и Саши (Государственная Третьяковская галерея. Москва).
- 2. Портрет А. С. Лашкарева с детьми (Государственный Исторический музей. Москва).
- 3. Сборы на охоту (Государственная Третьяковская галерея. Москва).
- 4. Семь часов вечера (Государственный Русский музей. Санкт-Петербург).
- 5. Сестры. Дети художника (Таганрогский художественный музей).
- 6. Портрет Дарьи Крендовской (Государственная Третьяковская галерея. Москва).
- 7. Капнисты Петр и Павел (Государственная Третьяковская галерея. Москва).
- 8. Девочки из рода Капнистов (коллекция Сергея и Татьяны Подстаницких).
- 9. Портрет неизвестного, сидящего в кресле (Национальный художественный музей Украины. Киев).
- 10. Портрет неизвестной в голубом платье (Национальный художественный музей Украины. Киев).
- 11. Портрет детей художника — Дарьи, Елизаветы и Михаила (Национальный художественный музей Украины. Киев).
- 12. Подруги (Государственный Русский музей. Санкт-Петербург).
- 13. Портрет генерал-лейтенанта И. К. Арнольди, героя войны 1812 года (Подлинник экспонируется в Николаевском художественном музее им. Верещагина. Авторское повторение — в галерее Антиквариат «Русские сезоны». С. Петербург).
- 14. Мужской портрет (Николаевский художественный музей им. Верещагина).
- 15. Портрет девушки (Николаевский художественный музей им. Верещагина).
- 16. Портрет героя войны 1812 года, майора Антона Ивановича Антоновского (Государственный исторический музей. Москва).
- 17. Девушка-украинка (Государственная Третьяковская галерея. Москва).
- 18. Портрет Е. Д. Протасовой (Псковский Государственный объединённый историко-архитектурный и художественный музей-заповедник).
- 19. Портрет девочки (частная коллекция).
- 20. Портрет Сергея Михайловича Бутурлина в детстве (Государственный музей-заповедник Ростовский Кремль).
- 21. Портрет молодой дамы в чёрном платье (Новокузнецкий художественный музей).
- 22. Портрет неизвестной женщины в лиловом платье (Государственный Русский музей. Санкт-Петербург).
- 23. Портрет печальной незнакомки (позиционируется как Портрет Ширинской-Шихматовой)(частная коллекция).
- 24. Тронный зал императрицы Марии Федоровны в Зимнем дворце (Эрмитаж. Санкт-Петербург).
- 25. Портреты супружеской пары — князя Андрея Ярославовича и княгини Натальи Александровны Ширинских-Шихматовых (утеряны).
- 26. Иисус в терновом венке (Галерея «Арт Империя». Киев).
- 27. Площадь Крюкова посада в Кременчуге (Площадь провинциального города) (Государственная Третьяковская галерея. Москва).
- 27. Автопортрет (Государственная Третьяковская галерея. Москва).

## Галерея

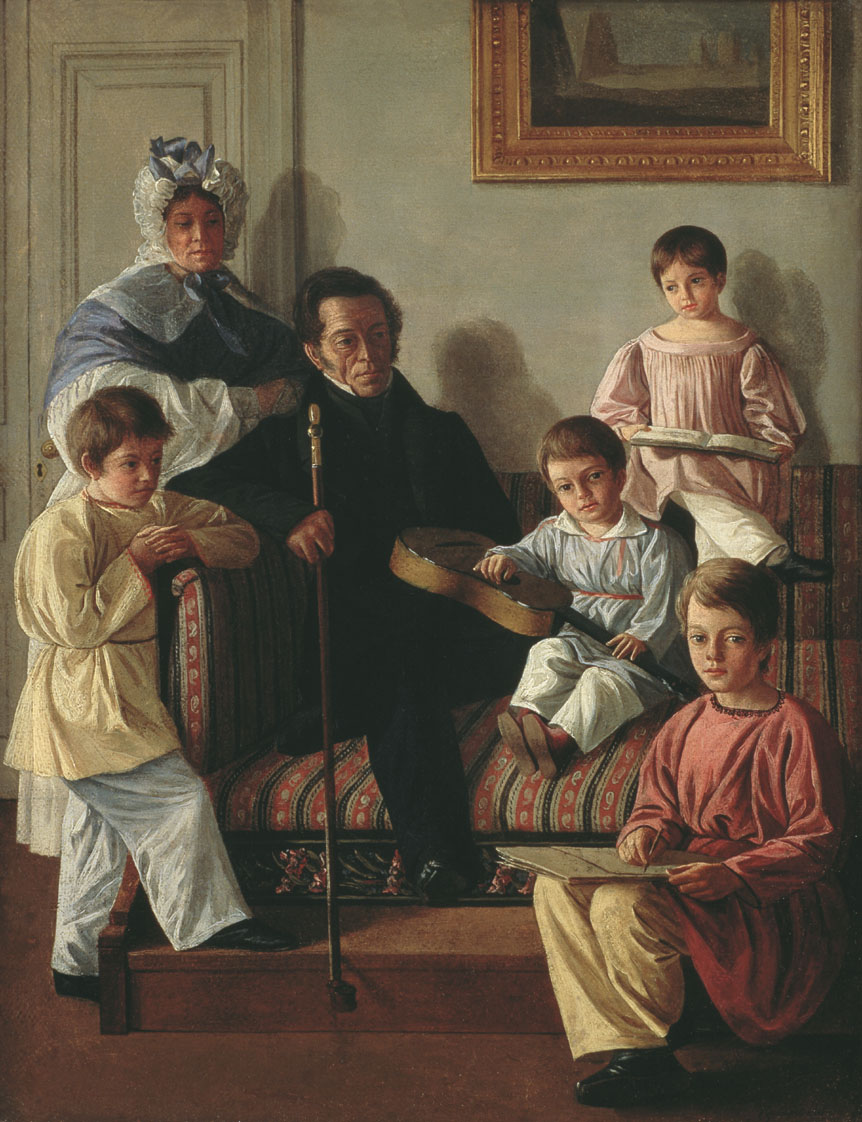
Портрет сенатора и генерала Александра Башилова со своими детьми и сыновьями графа де Бальмена, Яковом и Сашей
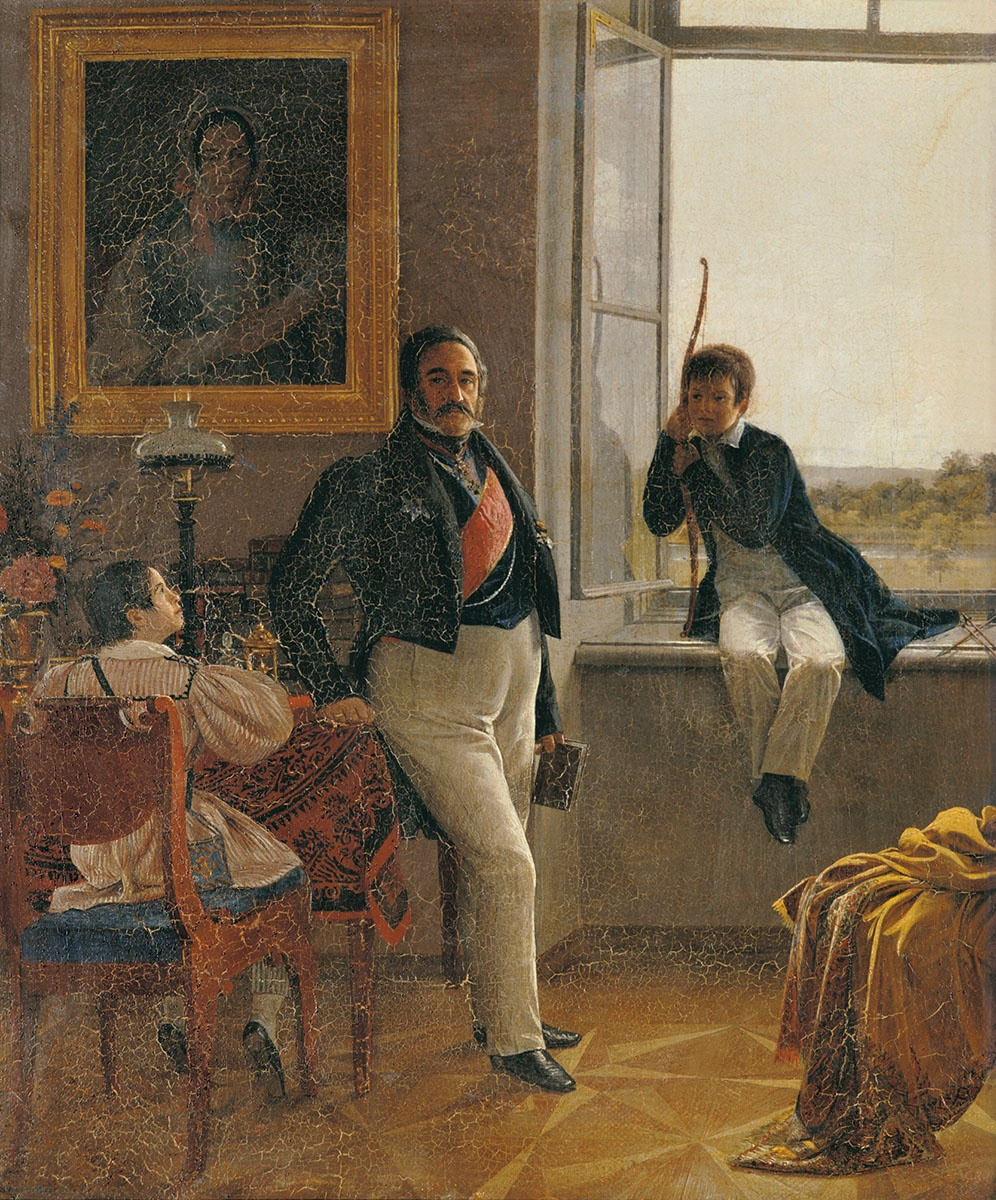
Портрет генерал-лейтенанта Александра Лашкарёва с детьми
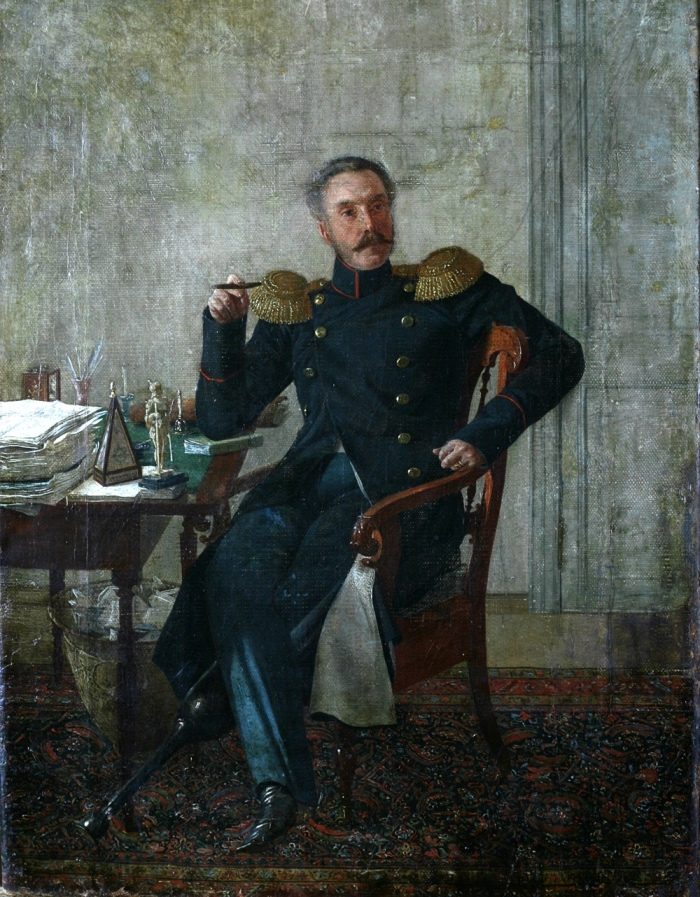
Портрет генерал-лейтенанта Ивана Арнольди
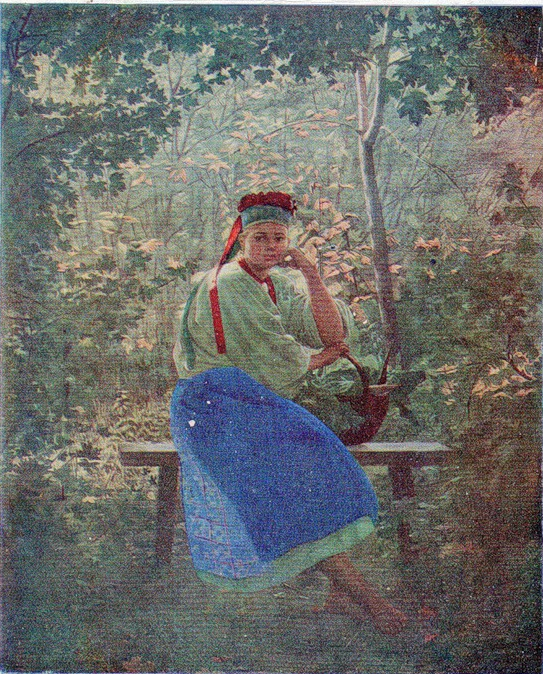
Девушка-украинка
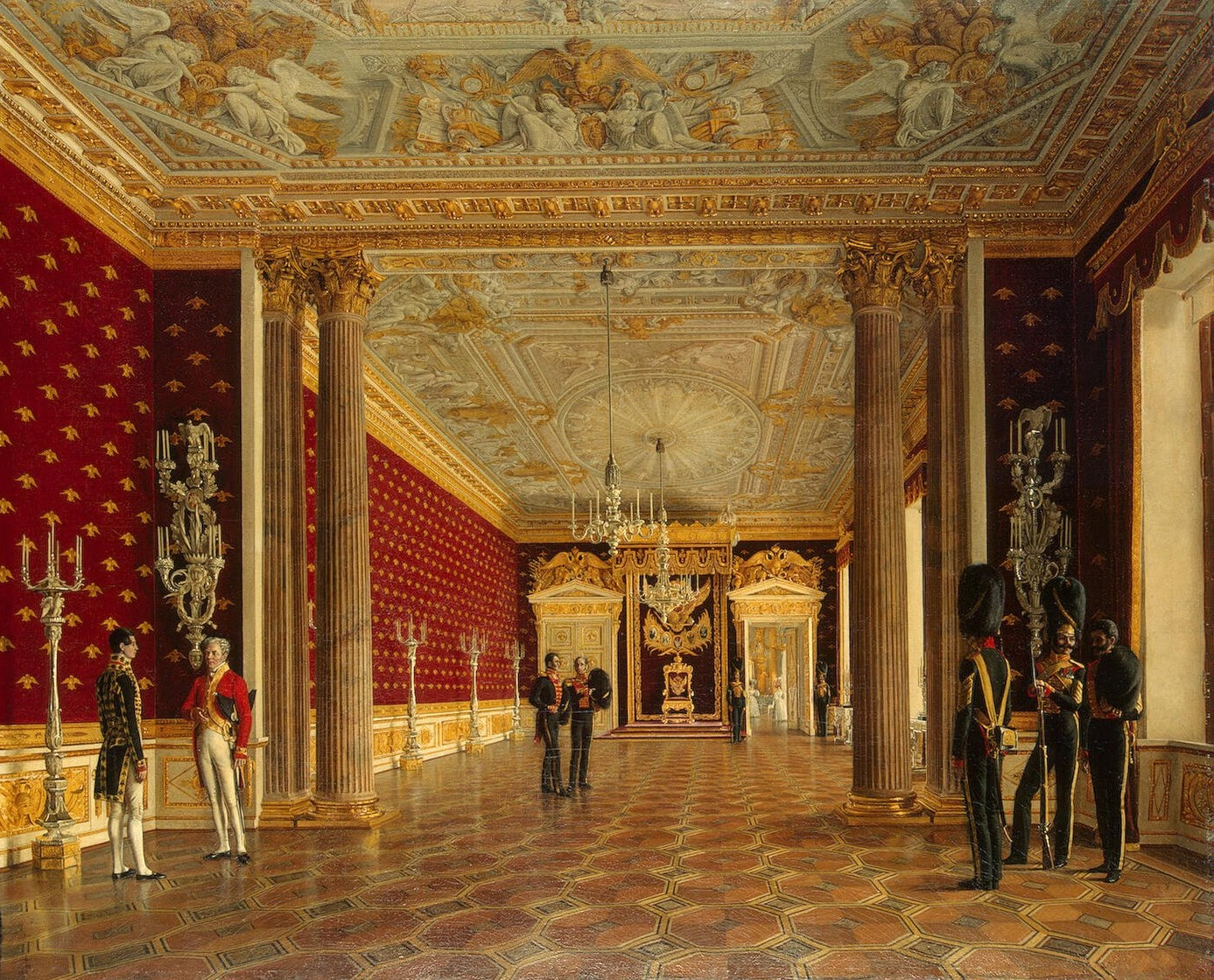
Тронный зал императрицы Марии Федоровны в Зимнем дворце
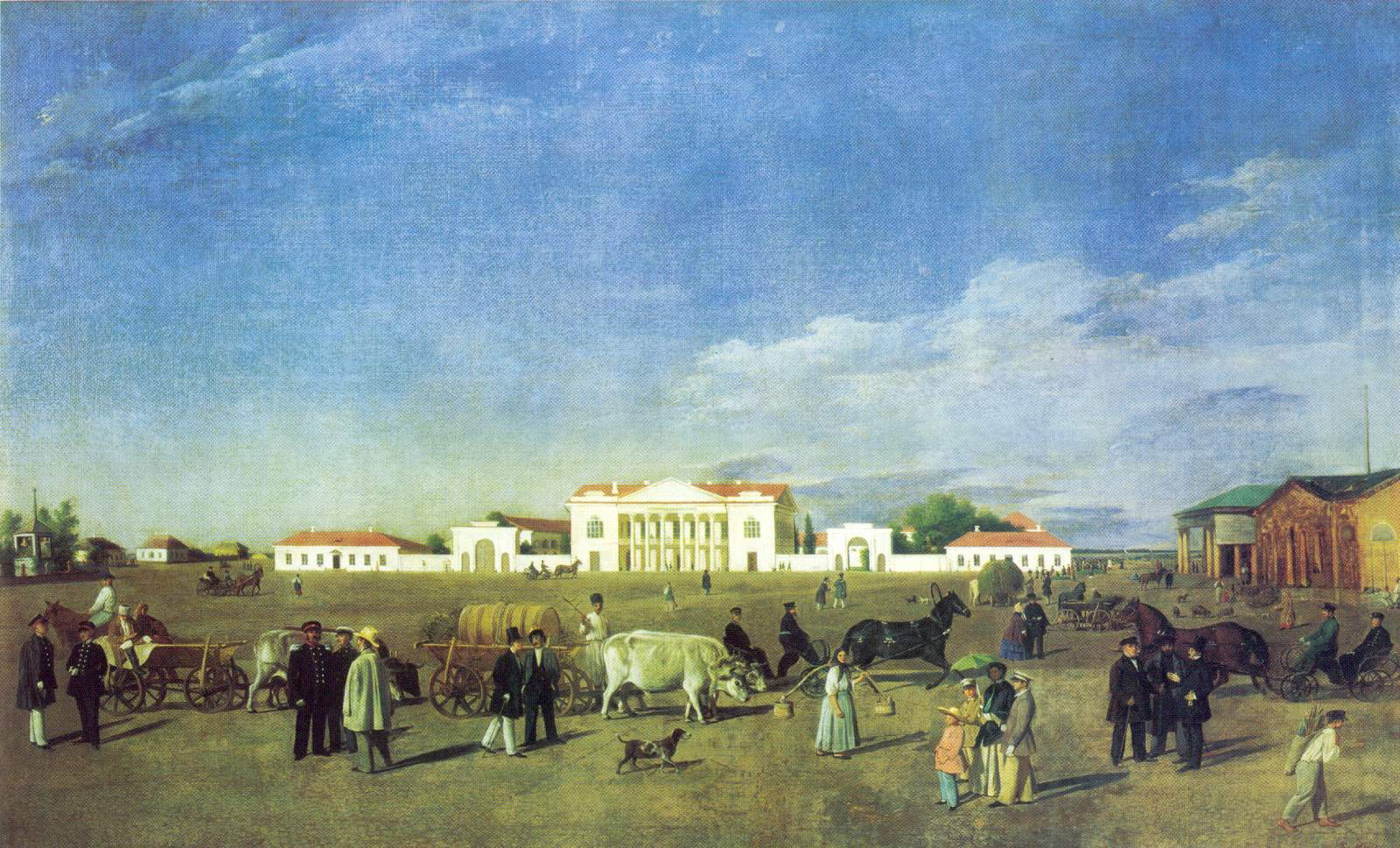
Площадь Крюкова посада в Кременчуге